# Карелин, Григорий Силыч
Григо́рий Си́лыч Каре́лин (1801—1872) — русский естествоиспытатель и путешественник XIX века, исследователь западной части Казахстана, восточной части Каспийского моря, а также Семиречья и верхнего течения Иртыша и его притоков. Прадед поэта Александра Блока, отец переводчицы Елизаветы Бекетовой.

## Жизненный и научный путь

### Ранние годы
Родился 25 января (6 февраля) 1801 года в Петербургской губернии, в бедной мелкопоместной дворянской семье придворного капельмейстера оперного оркестра Екатерины II Силы Дементьевича Карелина. Точная дата рождения долгое время была неизвестна; даже его дети знали только, что родился он в январе 1801 года. В семье было два сына и две дочери; Григорий был младшим ребёнком. Он рано остался сиротою, и в 8 лет старший брат отдал его обучаться в Первый Кадетский корпус, из которого в 1817 году Григорий был выпущен прапорщиком артиллерии. Во время пребывания в Санкт-Петербурге Карелин познакомился с А. С. Пушкиным, А. А. Дельвигом и Е. А. Боратынским.
В 1819 году граф Аракчеев, заметив в Карелине выдающиеся способности, взял его в собственную канцелярию для проведения топографических исследований. Однако по доносу о шутке об Аракчееве, сказанной в среде товарищей, 20 февраля 1822 года будущий учёный был внезапно отправлен в Оренбург и определён на службу в местном гарнизоне. Здесь Карелин женился на Александре Николаевне Семеновой (1807—88), дочери отставного гвардии поручика, которая вернулась из Петербурга, где окончила институт благородных девиц. Благодаря этому он близко познакомился с будущим профессором Казанского университета Э. А. Эверсманом, (жена Карелина и жена Эверсмана были родственницами), который стал руководить занятиями Григория ботаникой, зоологией и минералогией. Необыкновенное остроумие и весёлость нрава при разносторонней учёности доставили Карелину всеобщую известность и уважение, начиная с генерал-губернатора и кончая простыми казаками.
Уже с 1822 года Карелина стали посылать в экспедиции с разнородными целями: в 1823 году он принимал участие в экспедиции в степь для топографических съёмок, в 1824 и 1825 годах ездил на сибирские казённые заводы для руководства отливкою снарядов. Он пользовался этим для собирания материалов по всевозможным отраслям знаний: по естествознанию, географии, этнографии и пр. Настоящие научные экспедиции Карелина, однако же, начинаются с 1826 года, когда он по болезни оставил военную службу, дослужившись до капитана.
В 1828 году Карелин был избран в члены Московского общества испытателей природы. В 1827—1829 годах он вместе с Эверсманом совершил путешествие по землям бывшей Букеевской орды и составил её первую топографическую карту, за которую в 1829 году получил в подарок бриллиантовый перстень. Во время путешествия Карелина по Букеевской орде состоялось его знакомство с Джангер-ханом. После возвращения в Оренбург Карелин встретился с немецким географом Александром фон Гумбольдтом, совершавшим путешествие по Уралу и Сибири.

### На государственной службе
В 1830 году Карелин поступил на службу в Азиатский департамент Министерства иностранных дел и был назначен состоять при хане Букеевской орды Джангере «чем-то вроде советника… чтобы управлять его делами и обучать хана наукам». При этом Карелин продолжал ездить в экспедиции, где собирал богатые естественнонаучные коллекции и проводил топографические съёмки. Так, в 1831 году он участвовал в экспедиции к истокам Тобола. В 1832 году он выполнил поручение исследовать северо-восточные берега Каспия и был вызван в Санкт-Петербург, где дал лично пояснения министру иностранных дель Нессельроде относительно своего предложения по постройке укрепления в Кайдакском заливе Каспия на скале Кизыл-таш. По докладу министра Карелин был принят Николаем I и получил в конце 1833 года новое поручение по постройке укрепления. Он выполнил задание в срок, возведя на урочище Кизыл-Таш Новоалександровское укрепление. За успешное выполнение императорского поручения Карелин получил орден Святой Анны 2-й степени и чин, а также единовременную награду в 6 000 рублей и пожизненную пенсию в 800 рублей.
В 1836 году Карелин был назначен начальником научно-торговой экспедиции к южным берегам Каспия, также подразумевавшей секретные политические поручения. Учёный и его спутники нанесли на карту заливы у восточного побережья, в том числе часть берегов Кара-Богаз-Гола, дали его первое описание, окончательно подтвердили наличие сильного течения из моря в этот залив. В Балханском заливе экспедиция изучала устьевую часть Узбоя — одного из древних русел Аму-Дарьи, впервые составив его карту. В продолжение этой экспедиции Карелину удалось близко сойтись с туркменами-иомудами. Он посетил их кочевья на юго-восточном берегу Каспия и довёл дело до того, что эти туркмены просили принять их в русское подданство. Но в Петербурге на инициативу йомудов не обратили внимания, а через 40 лет пришлось покорять туркмен оружием.
Нижне-Эмбенское укрепление, построенное в 30-х гг. XIX ст. путешественником Карелиным, — в самых низовьях Эмбы.
В 1838 году Карелин переведён был на службу в Министерство финансов. С 1839 по 1845 год по поручению Московского общества испытателей природы он предпринимал научные экспедиции на Алтай, Тарбагатай, Джунгарский Алатау и в Джунгарию, вместе со своим воспитанником и учеником И. П. Кириловым исследовал Семиречье, верхнее течение Иртыша и его притоков, а также Алтай и Саяны. Результатом этих путешествий было собрание богатых коллекций и снабжение ими музеев и учёных, как русских, так и иностранных. Кроме того, в ходе экспедиций были составлены списки алтайских и джунгарских растений, в которых упоминались новые роды и виды. В 1841—1842 годах Карелин и Кирилов открыли 8 новых родов и 221 вид растений.
В 1842—1845 годах Карелин жил в Семипалатинске. Внезапная смерть Кирилова стала тяжёлый ударом для учёного, поэтому в это время он совершал лишь небольшие поездки на озеро Зайсан и к реке Бухтарма.

### После отставки
В 1845 году Карелин из-за постоянных конфликтов с другими чиновниками, в особенности с генерал-губернатором Западной Сибири П. Д. Горчаковым, преждевременно вышел в отставку и поселился в своей подмосковной деревне, прекратив путешествовать. Но в 1849 году он снова поехал в Оренбургский край, в Гурьев, где провёл безвыездно последние свои 20 лет жизни, занимаясь наблюдениями над перелётами птиц и собиранием зоологических коллекций.
Умер 29 декабря 1872 (10 января 1873) года в Гурьеве. Незадолго до смерти Карелина, в мае 1872 года, в его доме произошёл пожар, в котором погибла значительная часть рукописей и коллекций. В их числе труды «Естественно-исторический очерк земель Уральского казачьего войска» и «Урало-казачья фауна». Ещё часть рукописей учёного исчезла в Гурьеве уже после его кончины.
Однако многое из коллекций Карелина сохранилось в музеях разных учреждений и у частных лиц. Так, гербарий попал частично в Санкт-Петербургский университет, частично в Императорский Ботанический сад в Санкт-Петербурге. Сохранившиеся бумаги Карелина были переданы в Петербургское общество естествоиспытателей и затем напечатаны в 1883 году под редакцией профессора М. Н. Богданова в X томе «Записок Императорского Русского географического общества» под заглавием «Путешествия Григория Силыча Карелина по Каспийскому морю». В 1889 году в XXV томе журнала «Известия Русского географического общества» был опубликован путевой журнал, который Карелин вёл во время экспедиции 1831 года.

## Семья
Был женат на Александре Николаевне Карелиной, в девичестве Семёновой, от которой имел четверых дочерей:
- Софья.
- Александра — детская писательница, супруга Михаила Ильича Коваленского.
- Надежда, замужем за доктором медицины Н. Э. Эверсманом, старшим сыном учёного-натуралиста Э. А. Эверсмана.
- Елизавета, бабушка Александра Блока, жена А. Н. Бекетова[17].

## Печатные труды
- Записки по общей географии // Изв. Имп. об-ва любителей естествознания, антропологии и этнографии. — 1868. — Т. LVII. — С. 37.
- Путешествия Григория Силыча Карелина по Каспийскому морю. — СПб.: Тип. Имп. Акад. наук, 1883. — 497 с. — (Зап. имп. Рус. геогр. об-ва по общ. географии, т. 10).
- Журнал, веденный при обозрении части Киргизской степи в ученом отношении титулярным советником Карелиным, 1831 год // Изв. РГО. — 1889. — Т. XXV, вып. 6. — С. 503—513.[16]

## Память
В честь выдающегося ученого-естествоиспытателя Г. С. Карелина названы:
- Род растений Карелиния (Karelinia Less.) из семейства Астровые[4].
- Медведица Карелина (лат. Axiopoena karelini) — бабочка рода Axiopoena из семейства медведиц[18].
- Бронзовка Карелина (лат. Protaetia karelini) — жук рода Protaetia из семейства пластинчатоусых (Scarabaeidae)[19].
- Тритон Карелина (лат. Triturus karelinii)[20].
- улица в городе Атырау, Казахстан (бывший Гурьев)